# Alain Borne
Alain Borne (* 12. Januar 1915 in Saint-Pont; † 21. Dezember 1962 in Lapalud) war ein französischer Dichter.

## Leben und Werk
Alain Borne war Rechtsanwalt in Montélimar. Ab 1939 veröffentlichte er Gedichte, die von Louis Aragon und René Char geschätzt wurden. Da er sich weigerte, nach Paris zu gehen, blieb seine Bekanntheit jedoch begrenzt. 1962 erlag er im Alter von 47 Jahren einem Verkehrsunfall, der von manchen als Selbstmord interpretiert wurde, da sein letztes Manuskript den Titel trug: Die letzte Zeile. 1974 widmete ihm die Reihe Poètes d’aujourd’hui (Verlag Seghers) den Band 224. 1980–1981 erschien das poetische Gesamtwerk (Œuvres poétiques complètes) in 2 Bänden (Éditions Curandera, Le Poët-Laval 1980). 1992, 1994 und 2001 kamen nachgelassene Gedichte hinzu (Seul avec la beauté. L’amour, la vie, la mort. Un brasier de mots). Zwischen 2002 und 2016 erschienen weitere 10 Gedichtbände.
In Montélimar trägt ein Gymnasium und in Romans-sur-Isère eine Straße seinen Namen.